# Palotanegyed

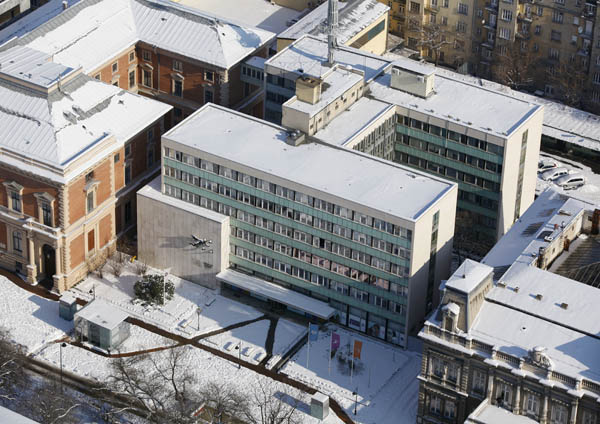
2014-ig a Magyar Rádió székháza volt

A Palotanegyed Budapest VIII. kerületének egyik városrésze. Az elnevezés a pesti belváros közvetlen folytatásaként a Nemzeti Múzeum mögött keleti irányban benépesült területet jelöli. 

## Határai
Az Astoriától kiindulva a Rákóczi út, a Nagykörút, az Üllői út, a Kálvin tér és a Múzeum körút által határolt terület.
A Fővárosi Közgyűlés rendelete szerint: Múzeum körút-Rákóczi út-Blaha Lujza tér északi és keleti oldala-József körút-Üllői út.

## Története
A terület beépülése már az 1848–49-es forradalom és szabadságharc leverése után elkezdődött; a területen többnyire vidéken élő arisztokraták, nemesek és a jómódú nagypolgárság neves építészekkel fényűző palotákat, kúriákat kezdett építtetni állandó pesti lakhely gyanánt. Nagyjából 1860 és 1900 között épült fel a legtöbb épület, ekkoriban kapta a „Mágnásfertály” becenevet a környékbeliektől. A városrész közkeletű, nemhivatalos elnevezése az idők folyamán a diszkrétebb Palotanegyedre változott, de a régies neve, ha jelentősen visszaszorulva is, de máig fennmaradt.
A Palotanegyed 2007 decemberétől részönkormányzatként működik a józsefvárosi, azaz a VIII. kerületi Önkormányzaton belül, aminek felállításával elnevezése és határai is hivatalossá váltak.
Ezt követően a Fővárosi Közgyűlés rendelete is felvette Budapest VIII. kerületének városrészei közé.

## Paloták

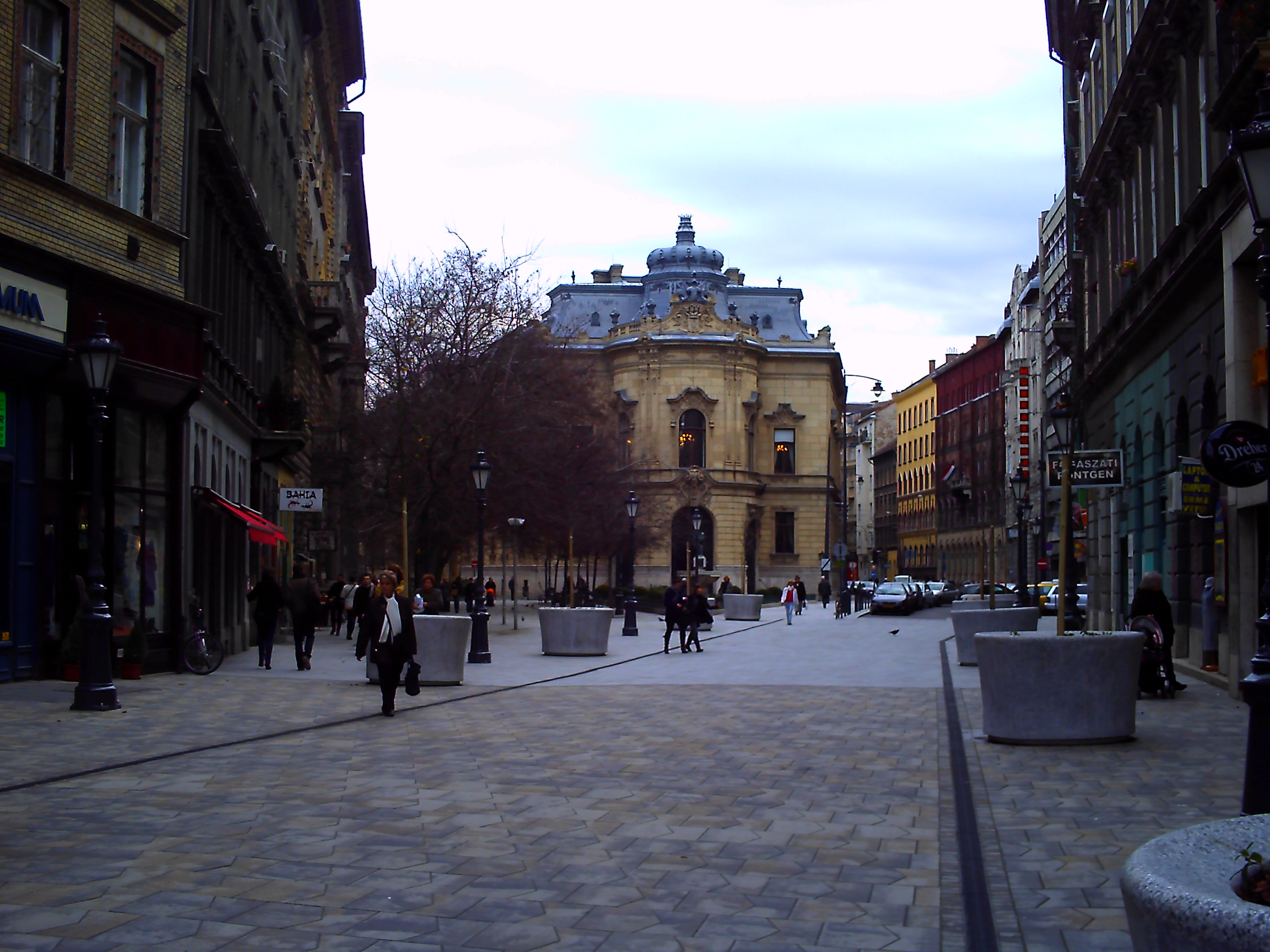
A Baross utca Kálvin téri torkolata 2010 óta sétálóutca, a Szabó Ervin tér és a Wenckheim-palota

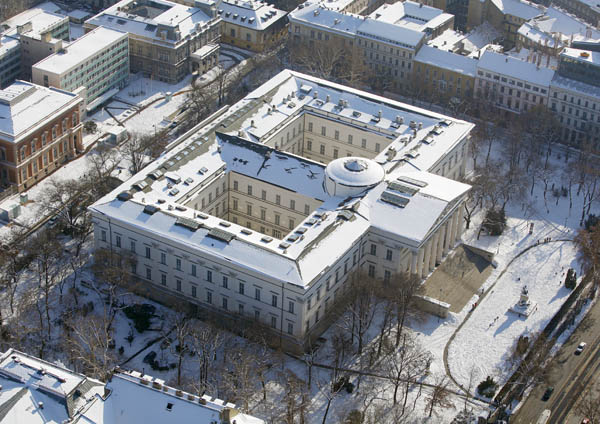
Nemzeti Múzeum

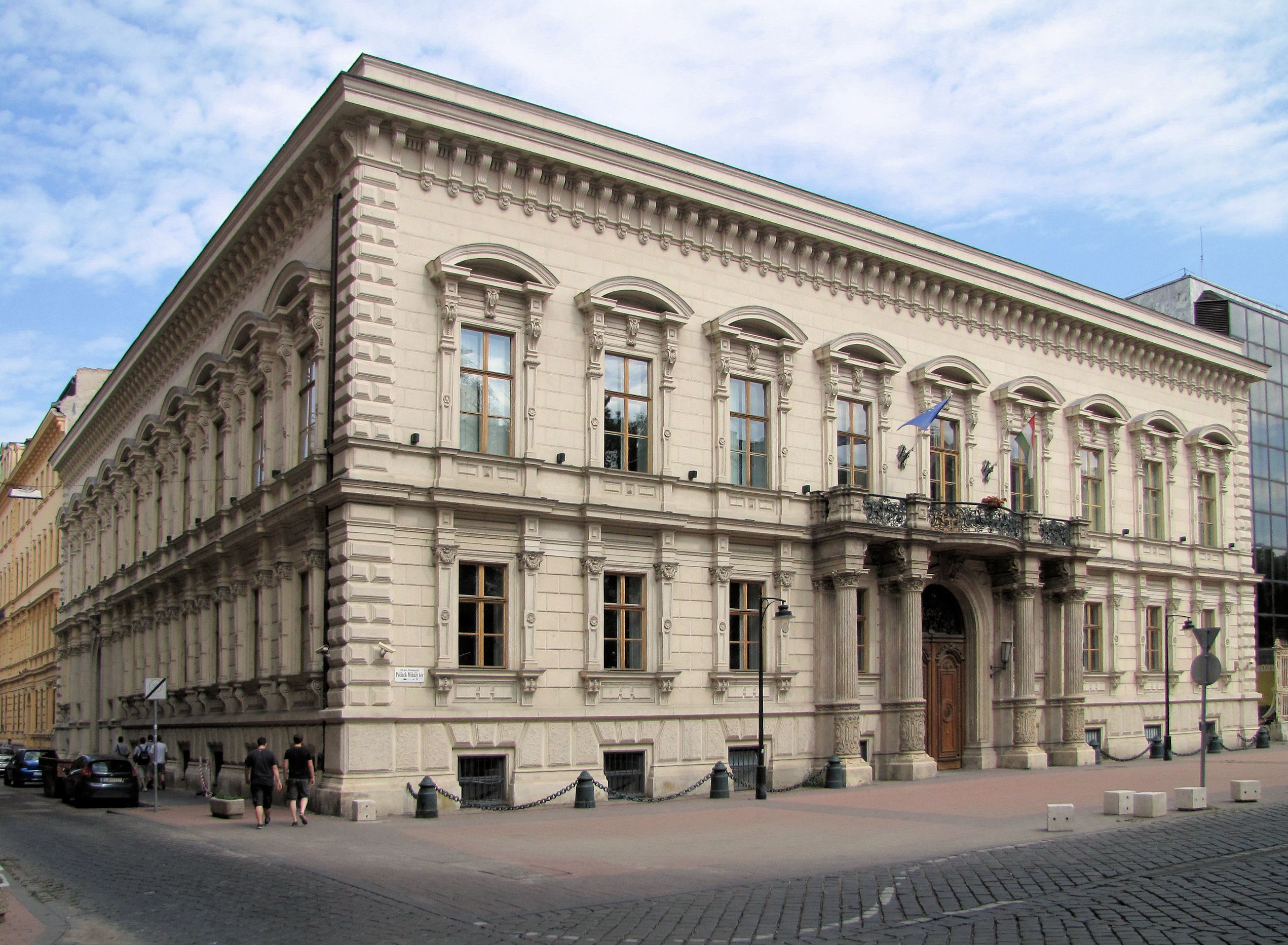
Festetics-palota

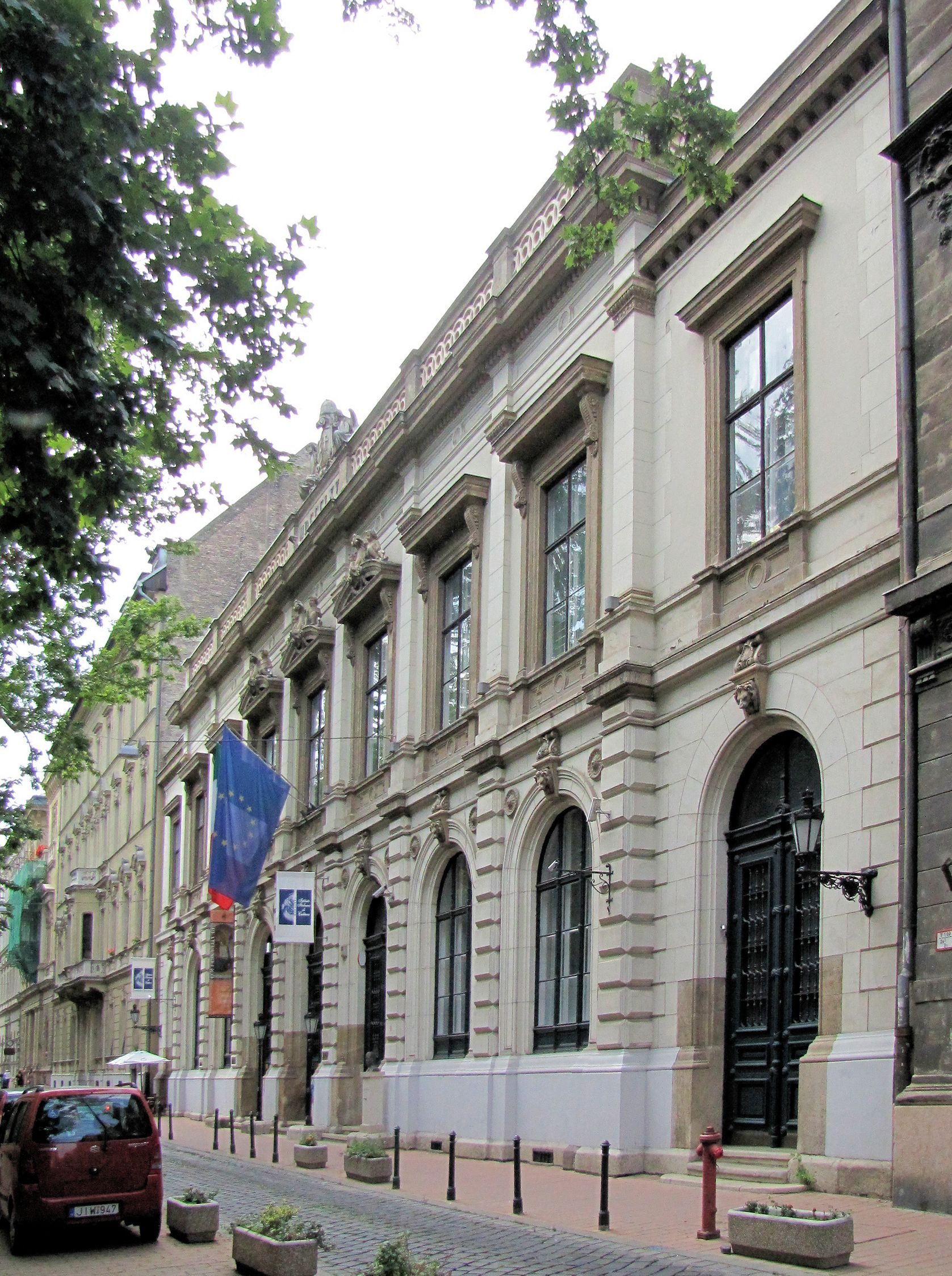
Budapesti Olasz Kultúrintézet

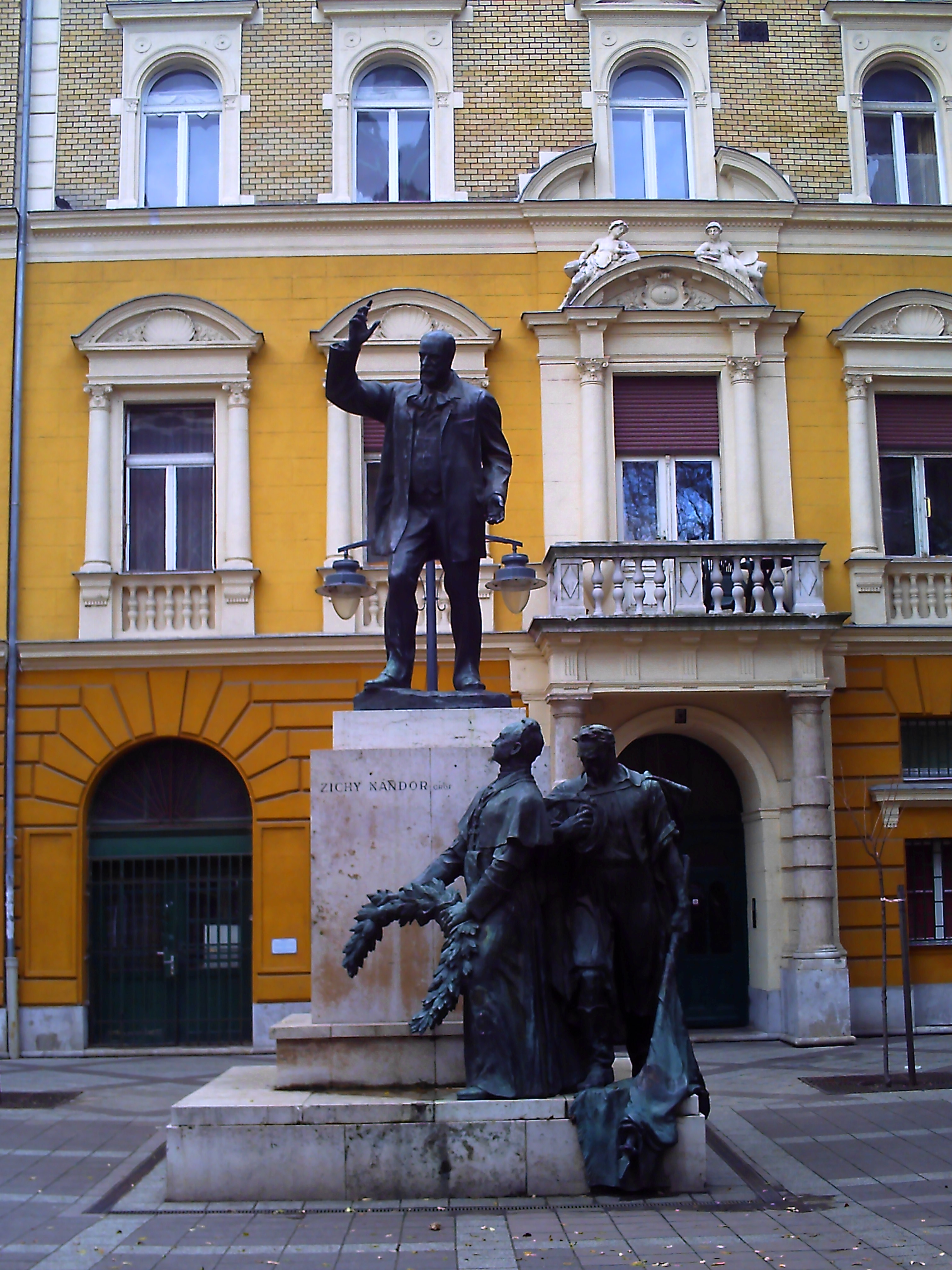
Gróf Zichy Nándor, országgyűlési képviselő szobra a Lőrinc pap téren

- Szabó Ervin tér 1.: Wenckheim-palota (1887-1890, Pucher József), 1931 óta a Fővárosi Szabó Ervin Könyvtár Központi Könyvtára.
- Reviczky u. 2.: Pálffy-palota (1867, Ybl Miklós), 2021-ig a Fővárosi Szabó Ervin Könyvtár zenei gyűjteményének adott otthont.
- Reviczky u. 3.: Berczik-palota (1893-1896, Berczik Gyula) 2001 óta a Fővárosi Szabó Ervin Könyvtár Központi Könyvtárához tartozik.
- Reviczky u. 4.: Wenckheim-palota (1889, Dánile György), a Károli Gáspár Református Egyetem Bölcsészet- és Társadalomtudományi Karának épülete.
- Reviczky u. 5.: Bánffy-palota (1873, Bánffy Miklós?), 2010-ig az Országos Rádió és Televízió Testület, azt követően a Nemzeti Média- és Hírközlési Hatóság pesti székháza.
- Reviczky u. 7.: Bánffy-bérház (1871, Berg Károly)
- Pollack Mihály tér 3.: Festetics-palota (1862, Ybl Miklós), ma: Andrássy Gyula Budapesti Németnyelvű Egyetem.
- Pollack Mihály tér 8.: Esterházy-palota (1865, Baumgarten Sándor) 1946-1948 között köztársasági elnöki rezidencia, 2022-ig itt működött a Magyar Rádió Márványterme.
- Pollack Mihály tér 10.: Károlyi-palota (1863-1865, Ybl Miklós)
- Bródy Sándor u. 2.: Fechtig báró háza (1873, Skalnitzky Antal)
- Bródy Sándor u. 4.: Dessewffy-palota (1875-1876, Weber Antal)
- Bródy Sándor u. 6.: Keszlerffy-palota (1897, Huber József)
- Bródy Sándor u. 8.: Régi képviselőház (1865, Ybl Miklós), ma a Budapesti Olasz Kultúrintézet működik itt.
- Bródy Sándor u. 9.: Keglevich-palota (1871, Dötzer Ferenc)
- Bródy Sándor u. 10.: Tauffer-palota (1892, Schannen Ernő)
- Bródy Sándor u. 12.: Gschwindt-palota (1901, P. Tóth Sándor)
- Bródy Sándor 14.: Odescalchi-palota (1872-1874, Ybl Miklós)
- Bródy Sándor 15.: Kéményseprő-ház (1851-55, Hild Károly)
- Bródy Sándor 16.: Törley-palota (1893-95, Ray Rezső)
- Múzeum u. 5.: Hadik–Barkóczy-palota (1896, Lux Endre)
- Múzeum u. 7.: Hasenfeld-ház vagy Hadik-palota (1875, Kauser János, átépítés: 1912, Möller István), most a Tudományos Ismeretterjesztő Társulat Kossuth Klub Egyesület található benne
- Múzeum u. 9.: Bókay-palota (1870, Ybl Miklós)
- Múzeum u. 11.: Károlyi-palota (1869-1871, Skalnitzky, Pucher József), az épület a MÁV tulajdona, itt próbál a MÁV Szimfonikus Zenekar.
- Múzeum u. 15.: Zichy-ház (1871, Skalnitzky Antal)
- Múzeum u. 17.: Károlyi-palota (1881, Wechselmann Ignác), a Károlyi-Csekonics Rezidencia ma reprezentatív rendezvényhelyszín, korábban az Országos Műszaki Információs Központ és Könyvtár működött itt.
- Ötpacsirta u. 2.: Almásy-palota (1877, Gottgeb Antal), ma az Építőművészek Székháza.
- Trefort u. 1.: Pulszky-palota (1890, Nefanei Arnold)
- Trefort u. 2.: Prónay-palota (1890, Fridrich Lóránt), ma szállodaként működik a palota.
- Trefort u. 3.: Hunyady-palota (1892, Meinig Artur), 2006-ig a Józsefvárosi Egészségügyi Szolgálat működött itt. 2015-ben a Georosco Kft. tulajdonába került.
- Szentkirályi u. 10.: Szentkirályi-bérpalota (1894-97, Zobel F. Ernő)
- Lőrinc pap tér 2.: Zichy-palota (1897, Havel Lipót) 2009 óta szállodaként működik
- Lőrinc pap tér 3.: Darányi-palota (1896, Stark Sándor)
- Gyulai Pál u. 5.: Kauser kőfaragó háza (1860, Gerster Károly)
- Gyulai Pál u. 13.: Gottgeb Antal háza (1870, saját tervezés)

## Képgaléria

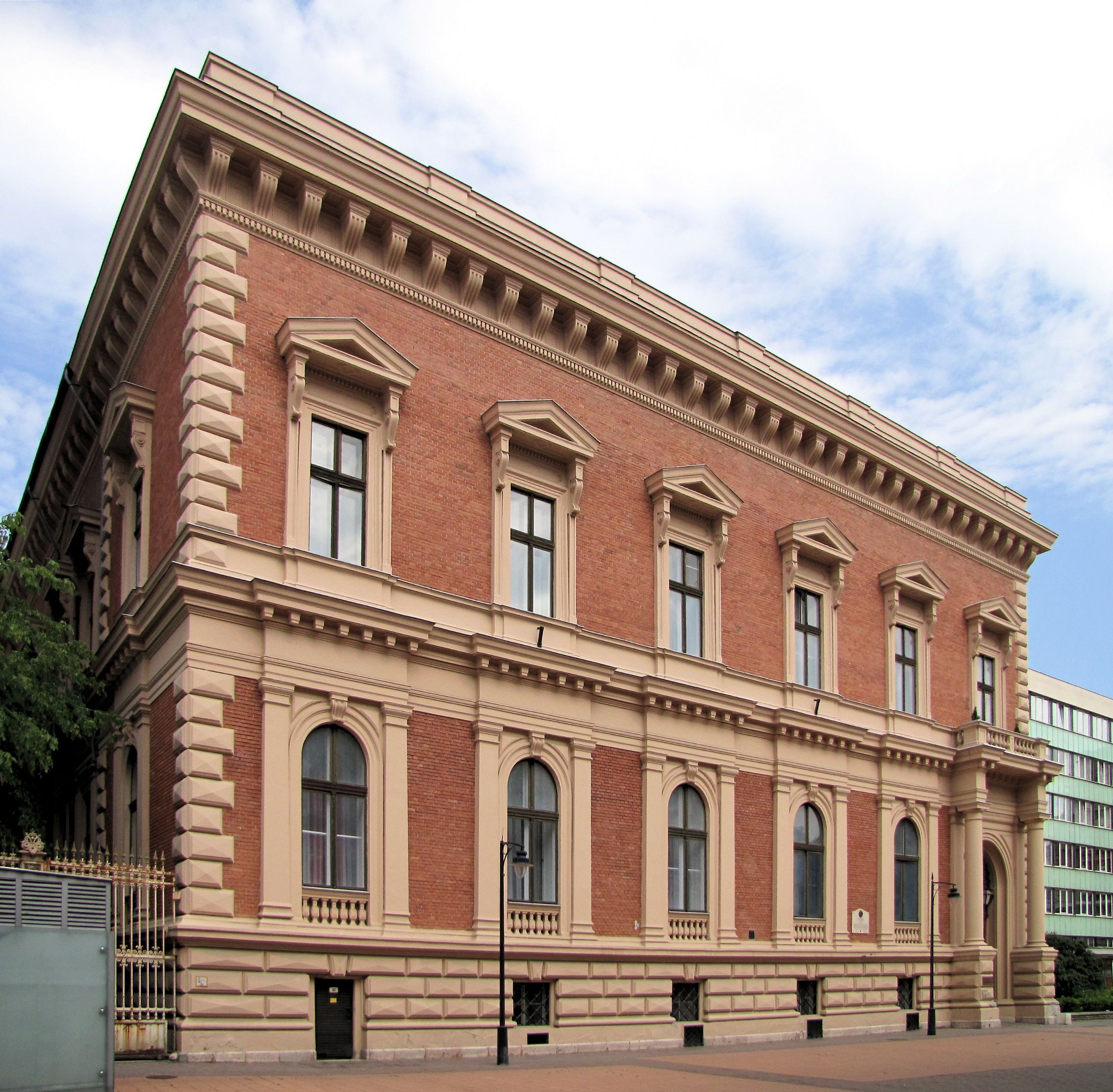
Eszterházy-palota
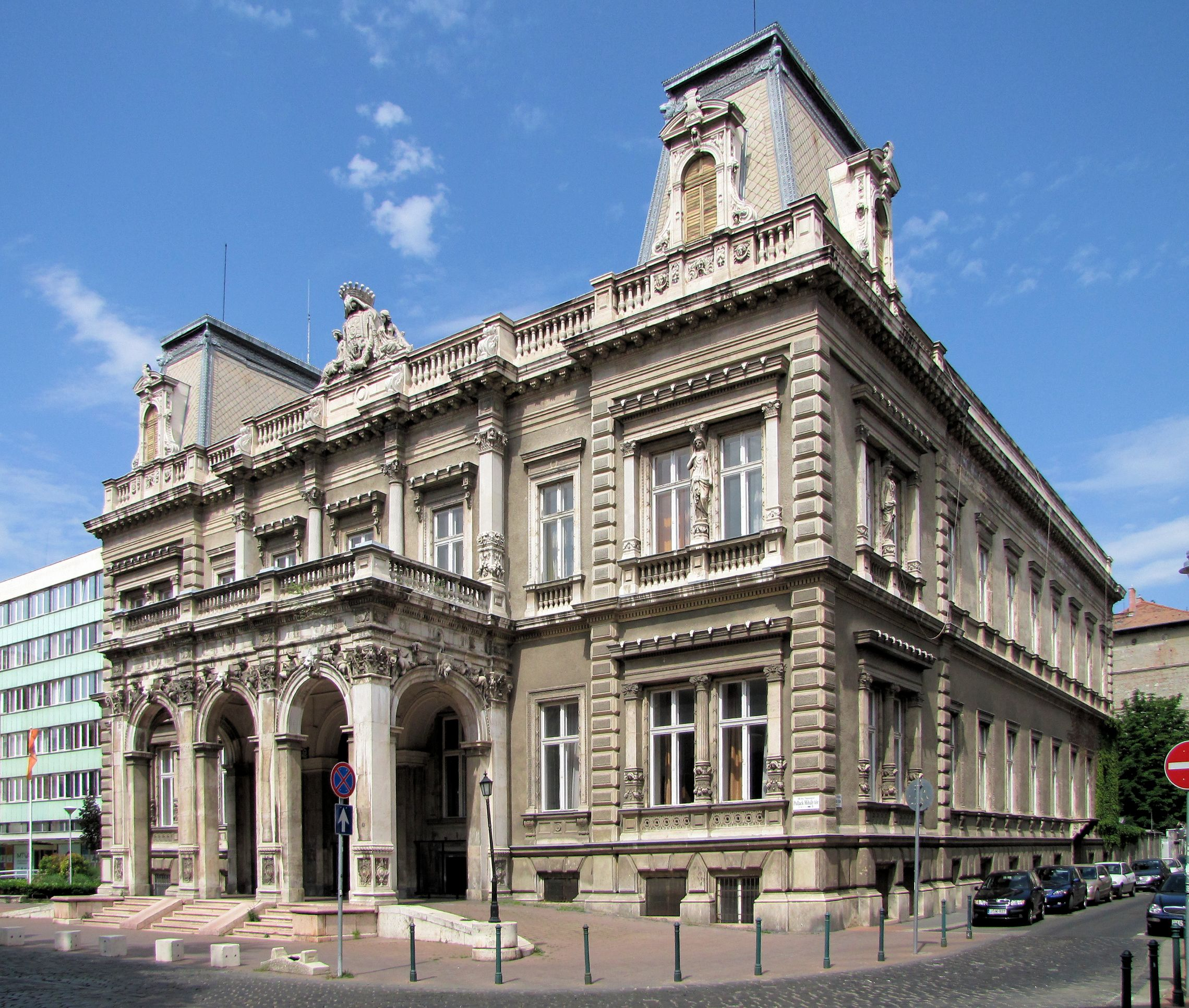
Károlyi-palota
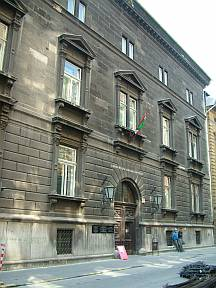
Hunyady- palota
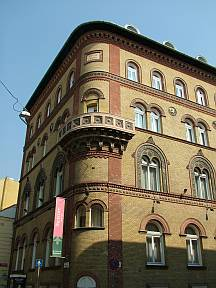
Prónay-palota
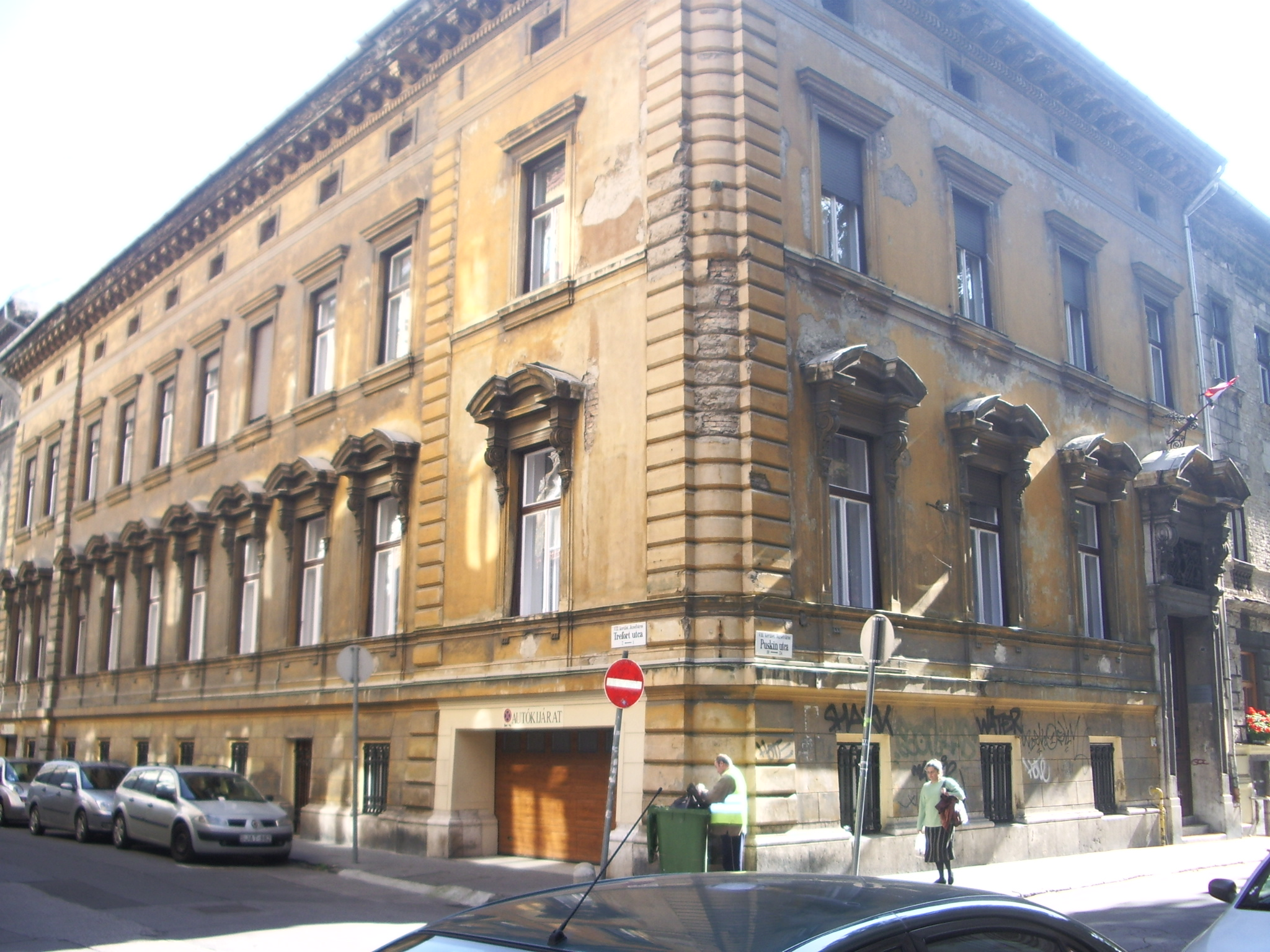
Pulszky-palota
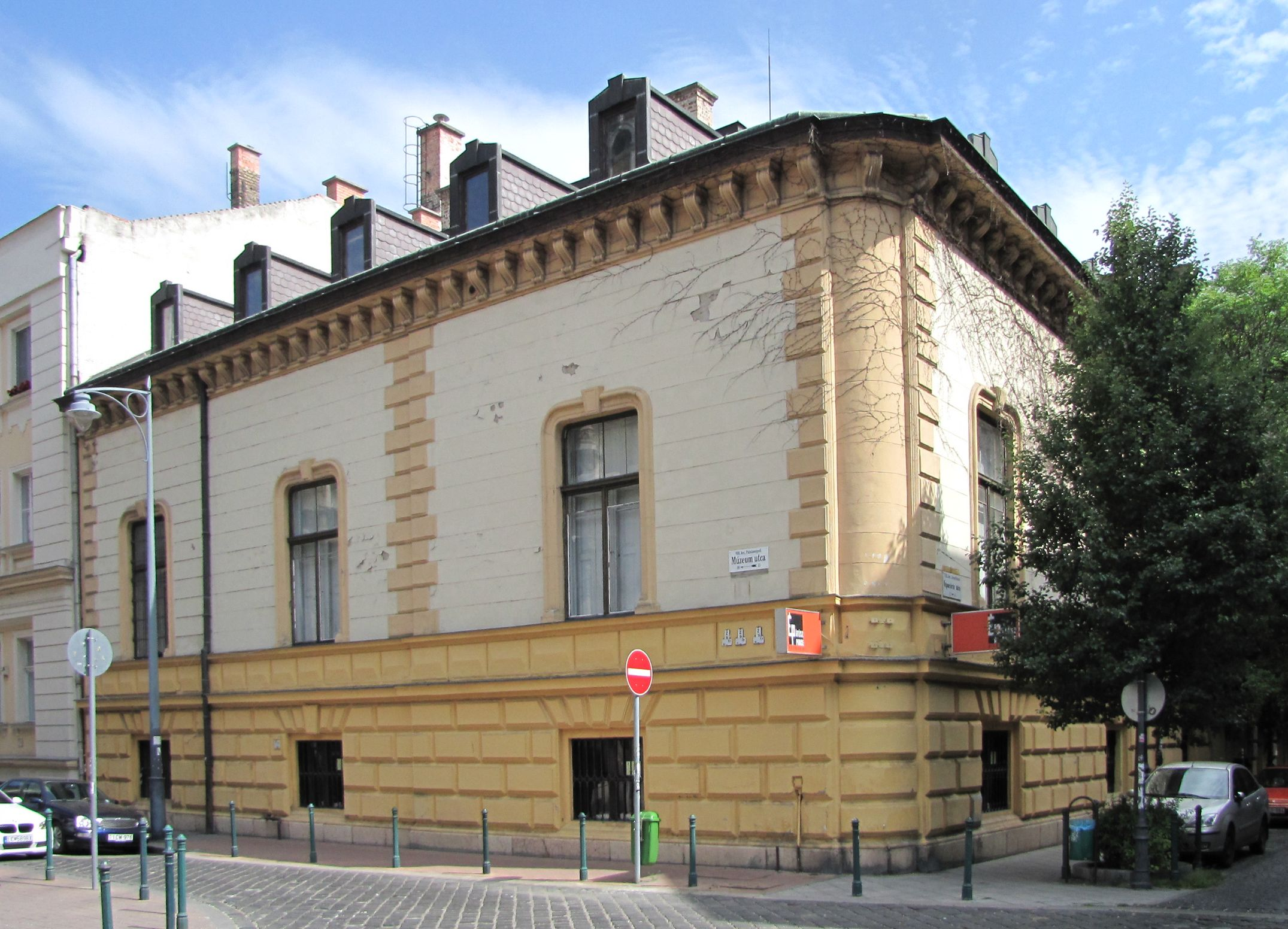
Almásy-palota
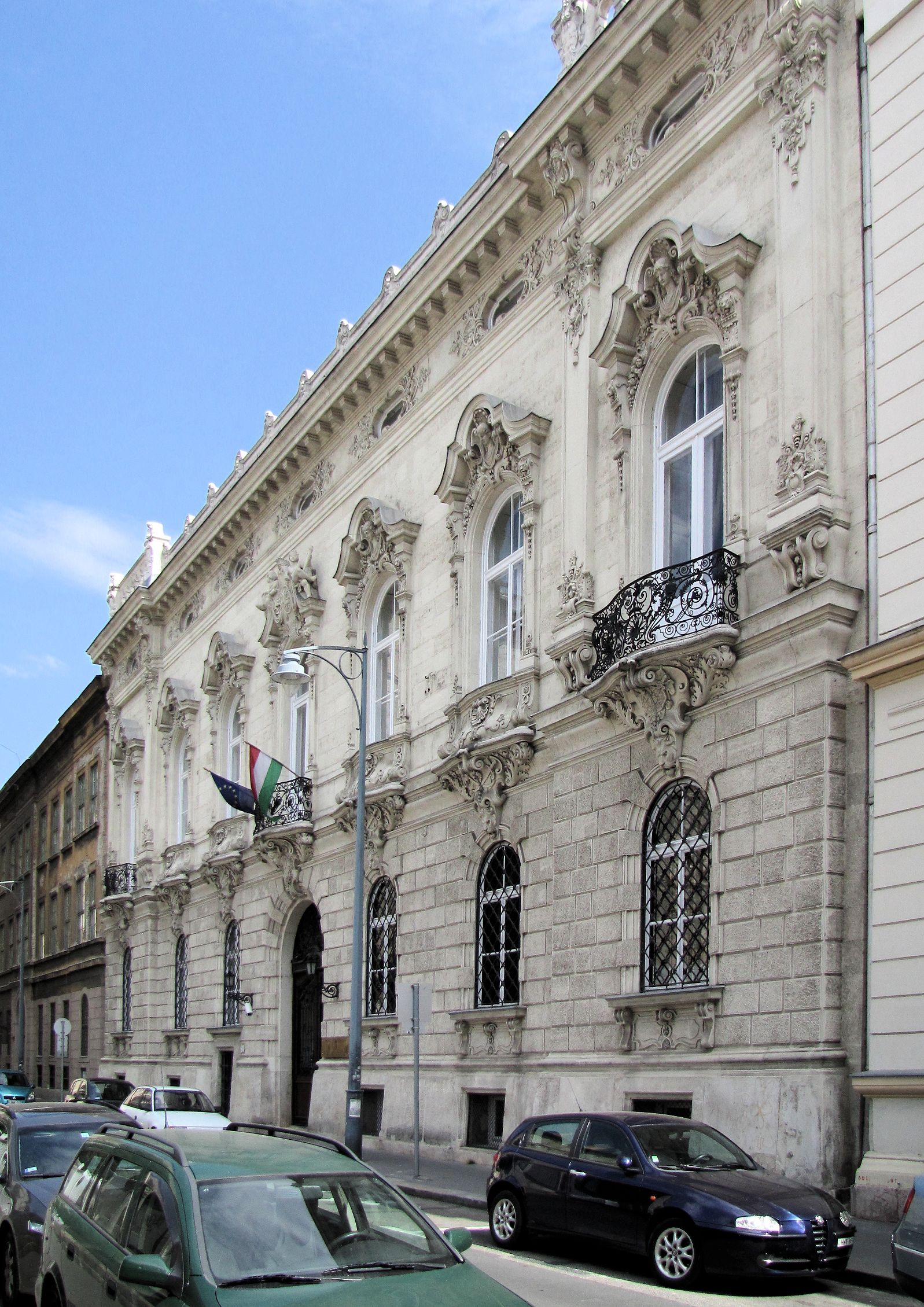
Károlyi-Csekonics-palota
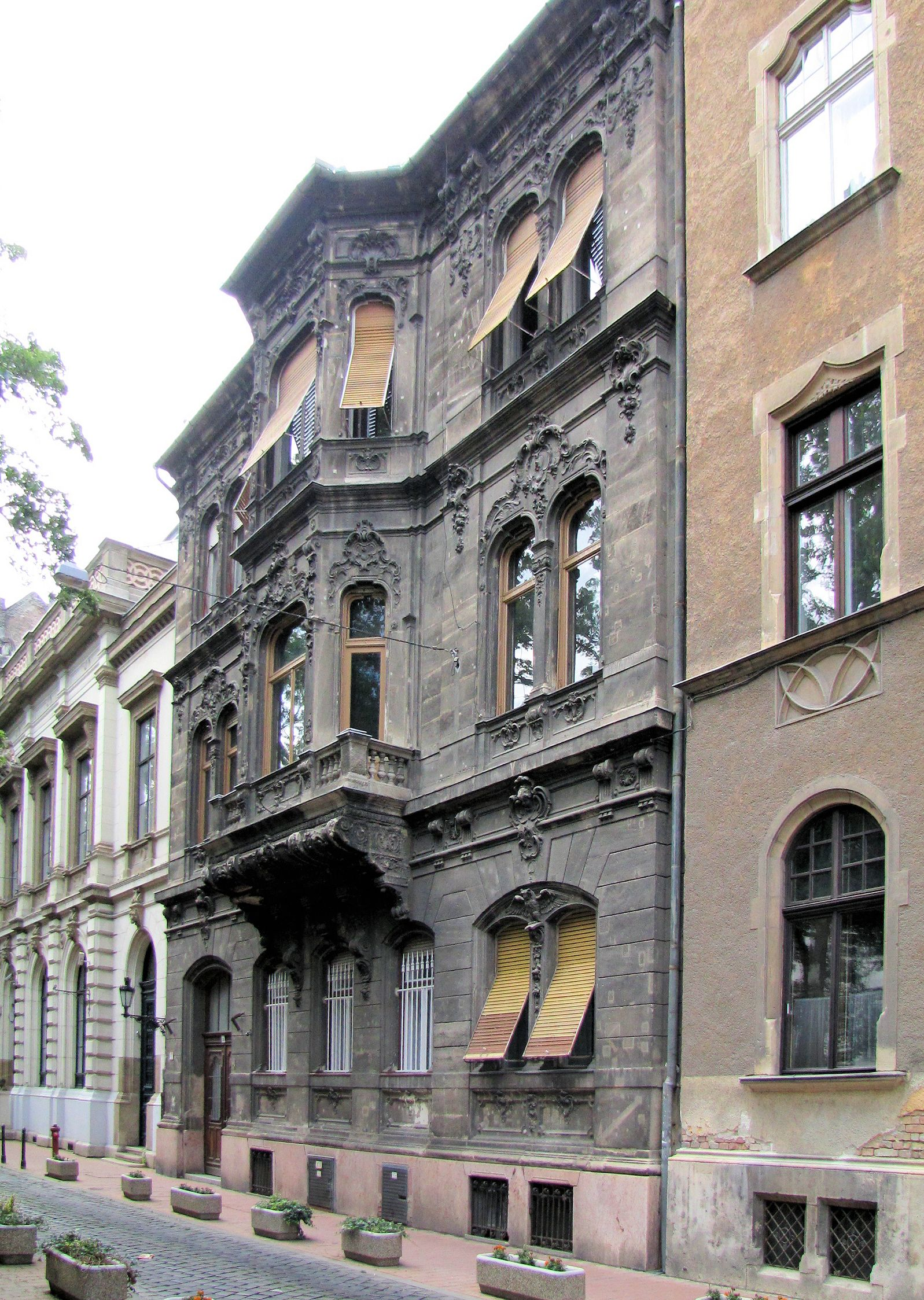
Tauffer-palota
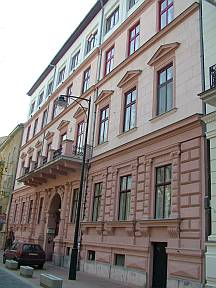
Hadik-Barkóczy-palota
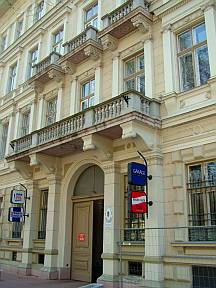
Bókay-palota
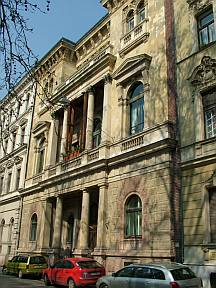
Dessewffy-palota
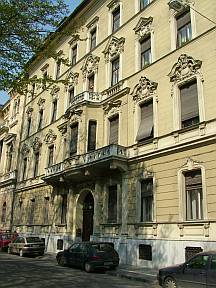
Keszlerffy-palota
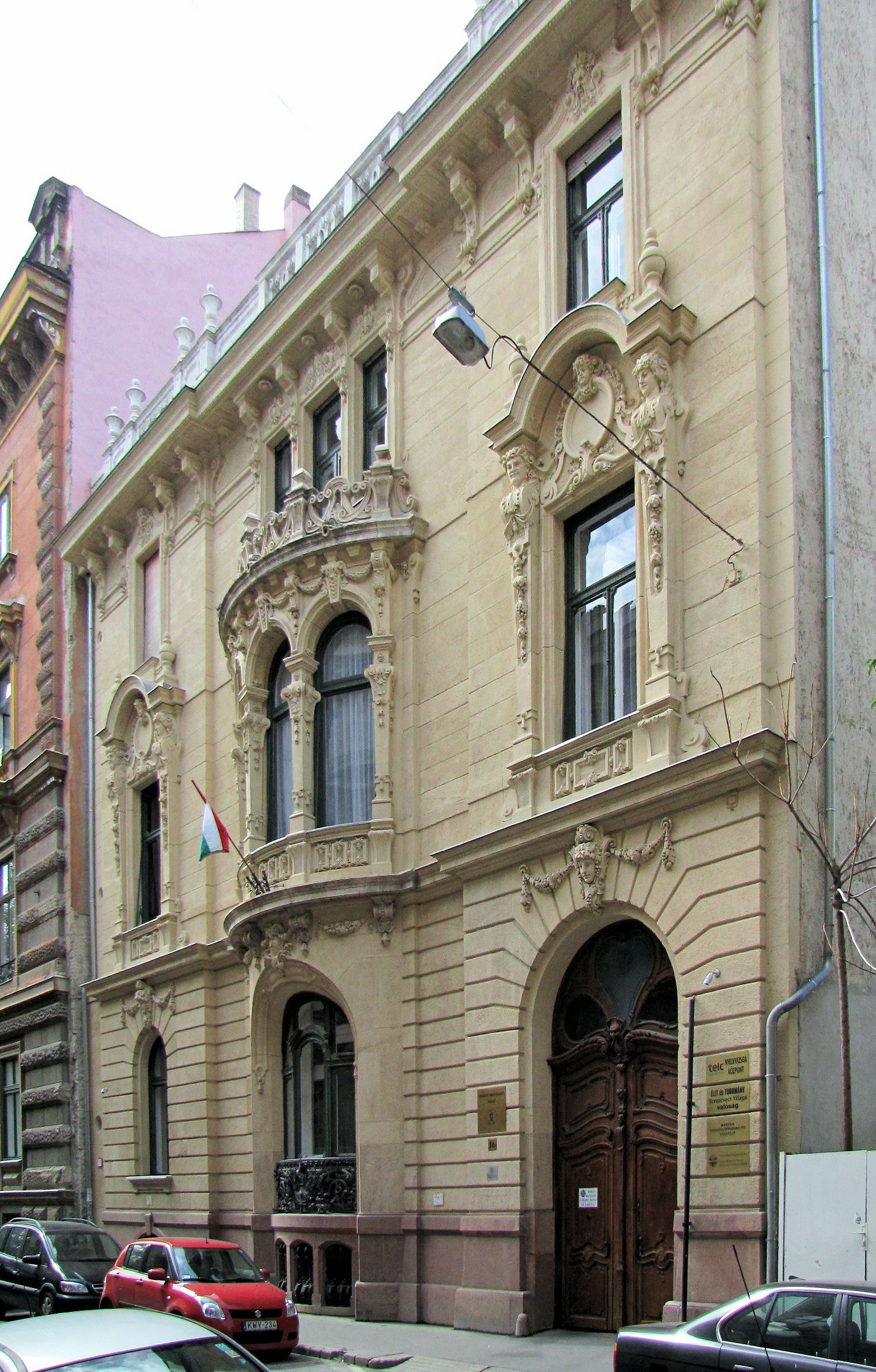
Törley-palota
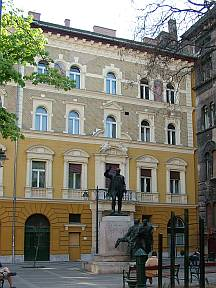
Darányi-palota
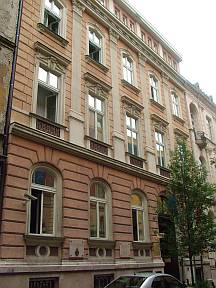
Bánffy-palota
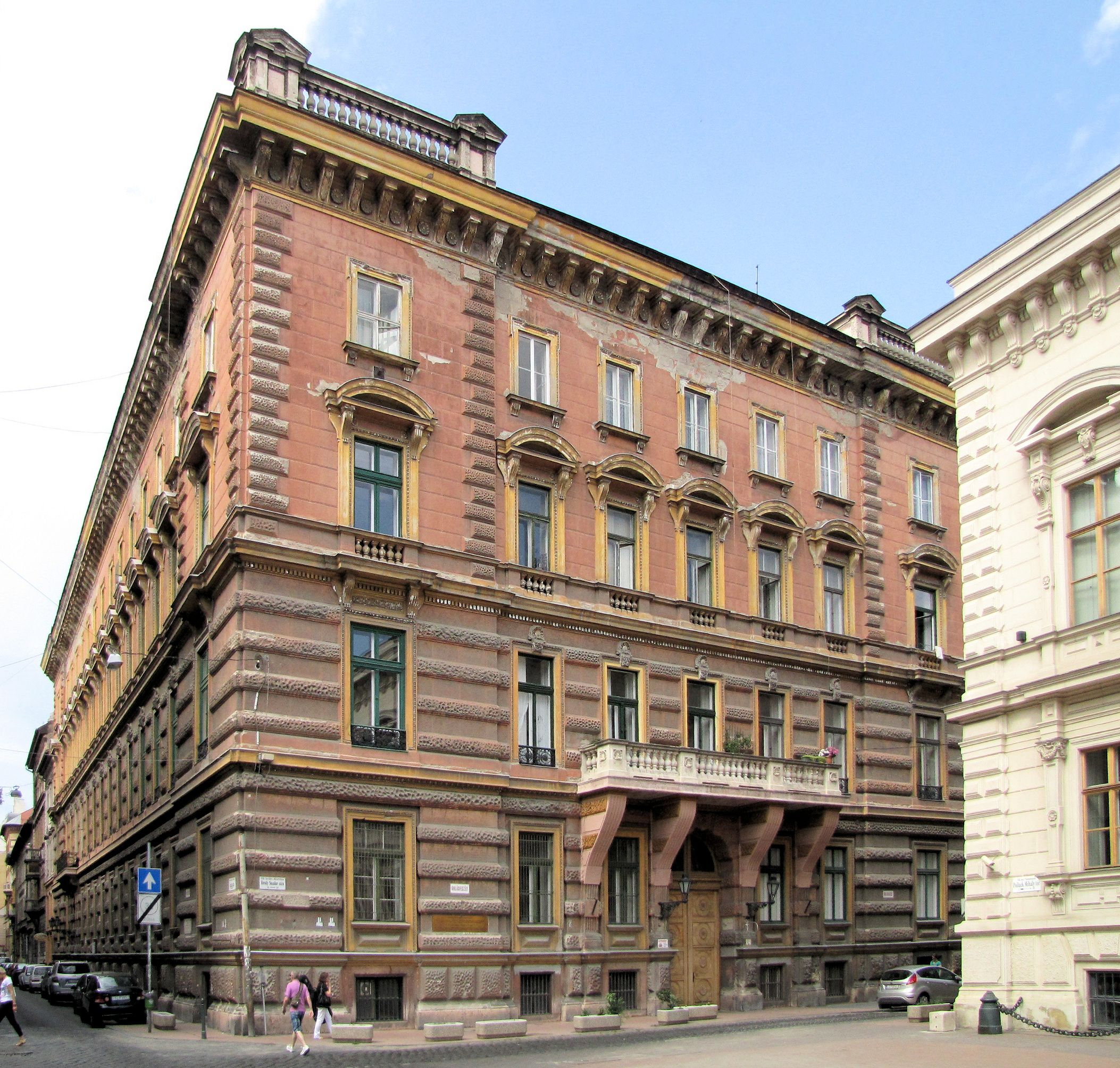
Odescalhi-palota
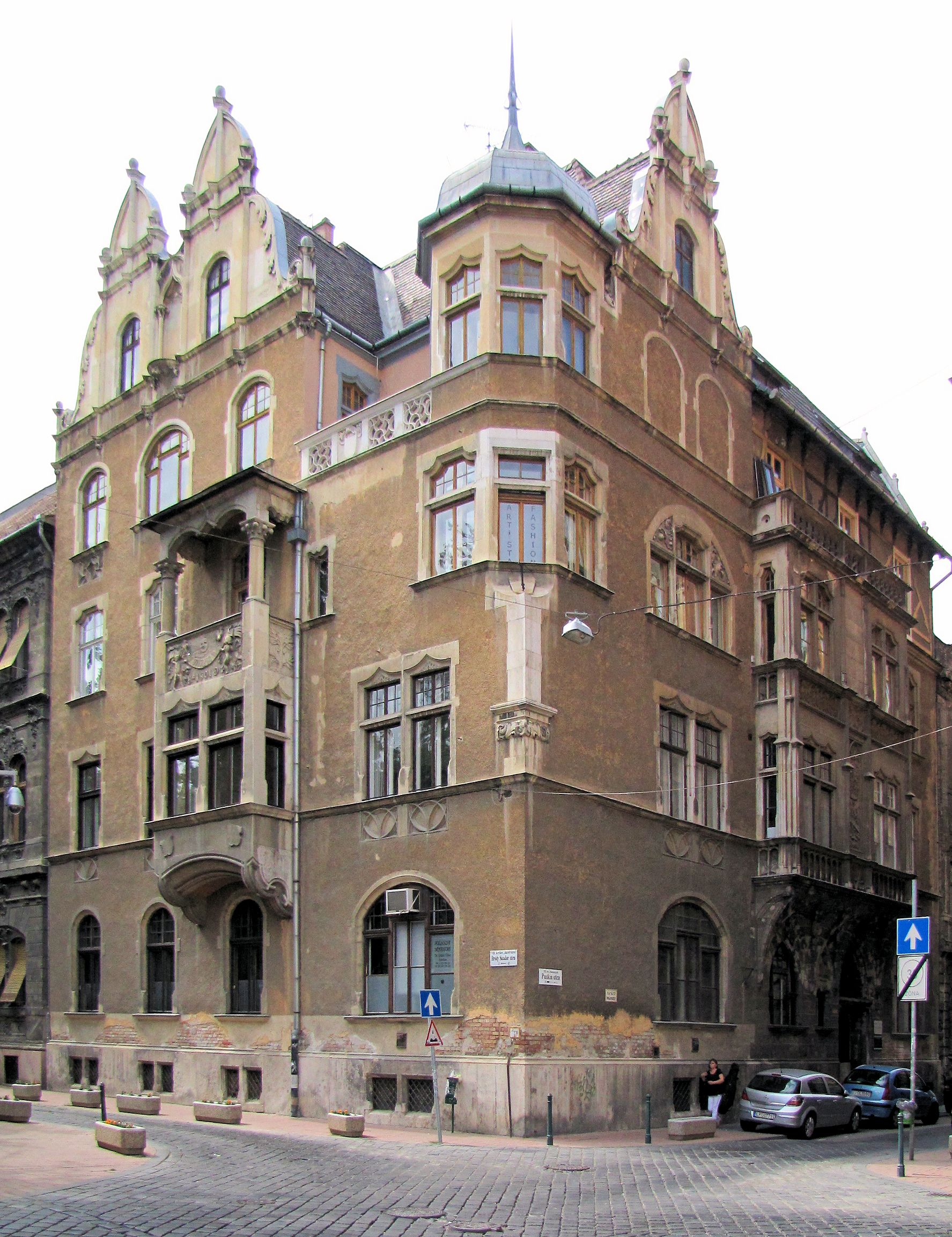
Gschwindt-palota
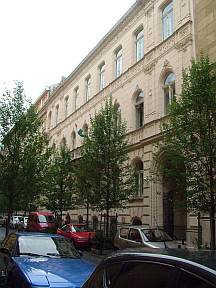
Berczik-palota
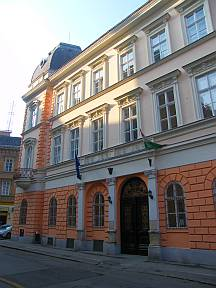
Gottgeb-palota
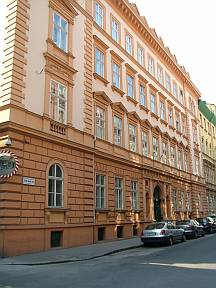
Keglevich-palota
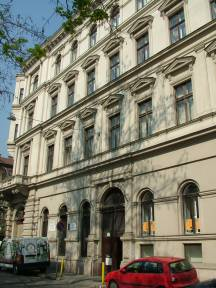
Fechtig-ház
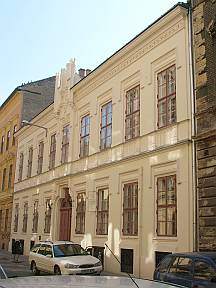
Kauser-ház
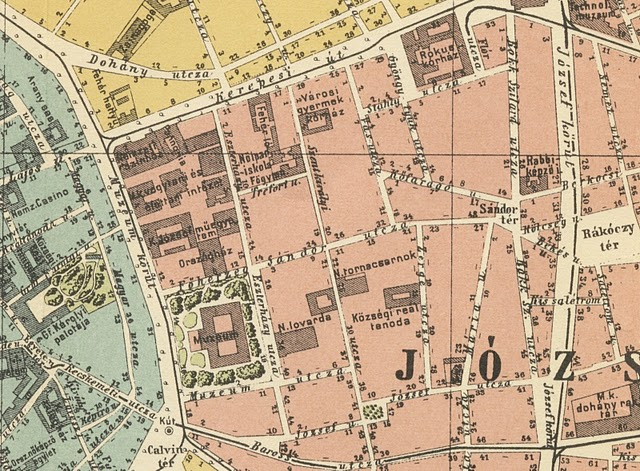
A Palotanegyed egy 1896-os térképen
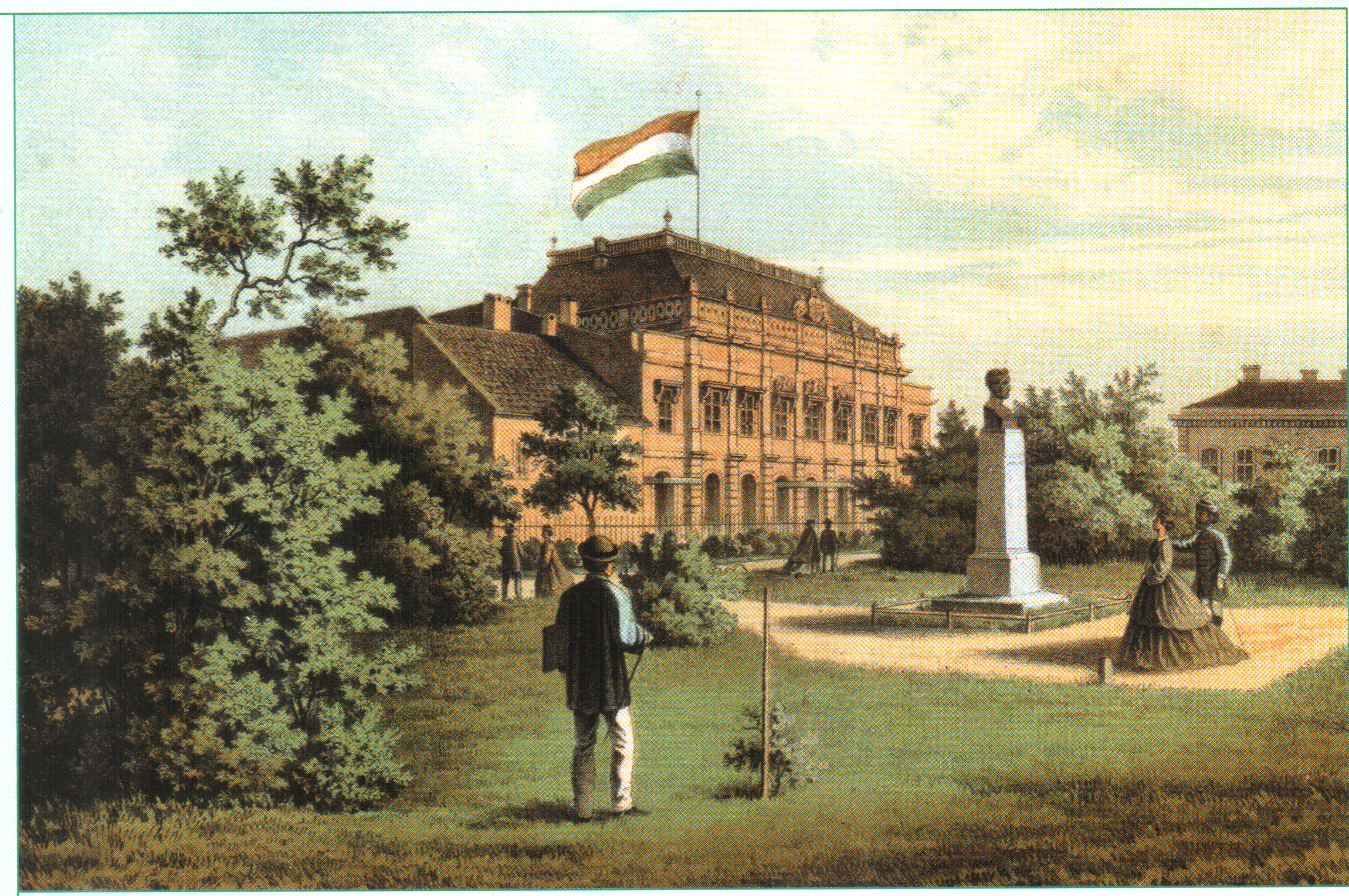
Régi Képviselőház
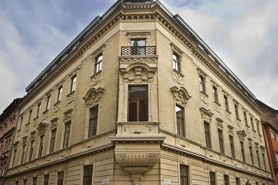
A Zichy-palota